# Cecilie Fløe
Cecilie Fløe Nielsen (* 8. Oktober 2001 in Fredericia) ist eine dänische Fußballspielerin.

## Karriere

### Klub
Sie spielte in ihrer Jugend bei mehreren kleinen Klubs in ihrer Heimat und ging 2017 in die USA, um dort an der Montverde Academy zu studieren und war auch in der dortigen Mannschaft aktiv. Ab 2019 war sie zurück in Dänemark und schloss sich hier Odense Q an, wo sie im Sommer in deren erste Mannschaft aufrückte. Ab Anfang des nächsten Jahres folgte schon ein Wechsel zu KoldingQ und seit Sommer 2021 steht sie nun beim HB Køge unter Vertrag.

### Nationalmannschaft
Mit der U19 war sie in der Qualifikation zur Europameisterschaft 2020 aktiv.
Ihr erstes bekanntes Spiel für die A-Nationalmannschaft hatte sie am 26. Oktober 2021 bei einem 5:1-Sieg über Montenegro während der Qualifikation für die Weltmeisterschaft 2023, wo sie zur 76. Minute für Sofie Junge Pedersen eingewechselt wurde. Einen weiteren Einsatz danach erhielt sie bislang noch nicht.